# Каркавіно
Карка́віно (рос. Каракавино) — село у складі Косіхинського району Алтайського краю, Росія. Адміністративний центр Каркавінської сільської ради.

## Населення
Населення — 450 осіб (2010; 546 у 2002).
Національний склад (станом на 2002 рік):
- росіяни — 94 %